# 元文一揆
元文一揆（げんぶんいっき）は、元文4年（1739年）2月に鳥取藩で起きた大規模な百姓一揆。勘右衛門騒動ともいわれる。

## 背景
この一揆には藩領である因幡国と伯耆国の合わせて約5万人が参加したとされ、藩政史上最大の百姓一揆といわれる。（当時の因幡・伯耆の人口は約30万人程度であるから、実に総人口の6分の1が参加したことになる）当時、鳥取藩においては飢饉などによる藩政の混乱が続き、加えて藩主・池田吉泰に重用された米村広治・広当ら米村派とその改革に批判的な物頭派の対立は藩政の混乱に拍車をかけていた。
そのような中におきた元文3年（1738年）の長雨は藩内全域に被害をもたらし、合計で約3万1000石余りの損害が生じた。年貢不足に苦しむ百姓の間には入牢者も相次ぐようになり、鳥取城下に食べ物を乞いに出て行く者も現れるようになっていたが、藩は救済策を講じず、郡代などを勤める米村広当の取り立ては厳しいままであった。
藩民の不満が募っていく中、八東郡東村の松田勘右衛門らは、状況を打開しようと一揆を計画し、因幡・伯耆の各所に応援を求めた。

## 一揆の進展と藩の対応
鳥取藩側の史料である『御国日記』などによれば、一揆は元文4年（1739年）2月19日に因幡国岩井郡から始まり、一行は八東郡へ向かったという。その一方で当時岩井郡の大庄屋を務めていた中村半兵衛の日記・『御用日記』には「（半兵衛の下から派遣された）谷田利平らが一揆勢の中に岩井郡の者が一人もいないことを確認して帰ってきた」とする記述がある。一説に2月11日～12日にかけて岩井郡で不穏な動きが見られたことが原因とされる。しかし、この件に関しては一揆発生前に取調べが終了し、庄屋が閉門に処せられるなど沈静化した様子が見られることから、一揆との直接的な関係があったのかは不明である。
2月20日、西御門村で勘右衛門らと合流した一揆勢は若桜の大庄屋・木島市郎右衛門の屋敷を打ち壊した。一報を聞いて駆けつけた在吟味役・小谷新右衛門、郡奉行・安田清左衛門ら藩の役人を追い返した一揆勢は各地で年貢の取立てに熱心な大庄屋などの住む屋敷の打ち壊しを行い、食事などの支給を受けながら城下の鳥取へと向かった。
一方、伯耆においても因幡での動きに呼応して各地から参加者が集まり、城下へ向かった。途中、気多郡・高草郡を通過し、約2万人に膨れ上がった伯耆勢は打ち壊しなどの破壊行為は行わず、因幡勢より一足早く到着、城下近郊の千代川河川敷に集結した。
2月23日、24日にかけては因幡勢が合流、最終的に約5万人あまりに膨れ上がったという。藩側は一揆勢を刺激しないように勤め、鳥取の町目付を派遣して対応、一揆勢からの願書を受理した。また、2月23日付けで郡代・米村広当らを罷免・閉門に処し、翌日には前の郡代・松井番右衛門を後任として対応させた。2月25日、松井番右衛門は12条から成る回答書を一揆勢に提示、一部の参加者は村へ帰るものも現れたが、大半の者は残っており、また新たに願書を提出した。これも受理されたようだが、内容については不明である。2月26日には一部の者が城下へ乱入を試みるも失敗、翌日には目付らの説得と長期化による疲労により、ほとんどの参加者が帰宅した。

## 一揆首謀者の処罰とその後の影響
2月27日、大半の一揆参加者が帰宅したその日から藩は首謀者の捜索と逮捕を開始した。その日のうちに鳥取城下の長屋に潜伏していた松田勘右衛門兄弟らを逮捕、2月から3月にかけて数十名を逮捕した。
しかし捜査が進むにつれ、武士の間にも一揆首謀者との接触が判明した者が現れ始めたために、処罰は大規模な一揆にもかかわらず最小限に止められた。武士の中では、一揆に同情的であった上野忠親、一揆勢から要職登用の願いがあった福住弥一兵衛、首謀者が隠れていた長屋の持ち主であった永原弥左衛門らが閉門や暇を出されている（これには一揆首謀者の松田勘右衛門が以前より出仕を希望して、役所などに出入りを繰り返し、役人などと接触していたからとされる）。
取り調べ開始から1年以上経った元文5年（1740年）11月21日、一揆の首謀者・松田勘右衛門らの処刑が執行された。それと同時に処罰された関係者40名あまりが追放刑に処せられた。
また、一揆のもたらした混乱と影響は大きく、完全な沈静化には時間がかかった。一揆が終結して1ヶ月ほど経った3月下旬には藩から出された通達が一揆勢の要求とは異なるとして伯耆国西部で打ち壊しが起こったほか、伯耆では新たな一揆を行うとする噂が立つなど不穏な情勢が続いた。これら一揆の余波は藩側が沈静化させようと努力した結果、4月下旬になってようやく完全に静まった。

## 一揆後の藩政
一揆後、米村広当は国外へ退去し、藩の中枢における米村派の影響は著しく低下した。しかし、一揆勢が登用を求めていた武士の多くは閉門などに処せられ、あまり藩政の変化などは見られなかったが、大規模な一揆を目の当たりにした鳥取藩は新藩主・池田宗泰の進める改革の下で農民に対する一定の配慮を見せるようになった。